# Сосонка (заказник)
Сосонка — ландшафтний заказник місцевого значення, розташований на території с. Вікентіївка (Нападівська сільська рада) Липовецького району Вінницької області. у руслі річки Будківка — лівої притоки Соба. Заказник площею 17,2 га оголошено відповідно до рішення 10 сесії Вінницької обласної ради 7 скликання від 22.09.2016 № 196. Створений для охорони водно-болотних угідь у межах штучної водойми (ставка).
У прибережній частині водного дзеркала розташовані кормові угіддя та ліс. По схилах балки виступають пісковики третинного періоду, які перекриваються чорноземними та підзолистими ґрунтами. Клімат помірно-континентальний, пересічна температура січня — 5,6 °C, липня +18,8 °C. Середньорічна кількість опадів 645 мм.
Схили прилеглі до ставка збереглися не розораними завдяки використанню їх, як пасовища. Основними літніми домінантами трав'яного ярусу є пирій середній, кропива дводомна, підмаренник чіпкий, яглиця звичайна, зеленчук жовтий, зірочник ланцетоподібний. Серед весняних ефемероїдів найбільше проективне покриття мають анемона жовтецева, ряст порожнистий та ущільнений, рівноплідник рутвицелистий, зубниця бульбиста. Чимало медоносних і лікарських рослин (валеріана, татарка, череда, ромашка). Трапляються вороняче око звичайне, зірочки жовті, копитняк європейський, кропива дводомна, купина багатоквіткова та широколиста, медунка темна, переліска багаторічна, просянка розлога, пшінка весняна.
Серед рослин боліт та берегів водного дзеркала — осока волосиста, очерет звичайний. До угруповань водної рослинності найчастіше трапляються ценози спіродели багатокореневої і ряски малої, звичайними є також ценози куширу темно-зеленого, елодеї канадської, водяного різака алоеподібного, жабурника звичайного, водопериці кільчастої.
Чагарниковий ярус розвинений слабо. Поширеними видами в ньому є шипшина повстиста, бруслина європейська та бородавчаста, бузина чорна, рідше трапляються ліщина, свидина криваво-червона.
У деревостані домінують сосна, граб звичайний, ясен звичайний, значну домішку утворюють береза повисла, липа серцелиста, клен звичайний.
Флористичне ядро формують житняк гребінчастий, миколайчики рівнинні, льонок дроколистий, полин гіркий, люцерна посівна, жовтозілля Якова, шандра рання, молочай степовий, хатьма тюрингська, перстач пісковий, синяк звичайний, шавлія дібровна, дивина щільноквіткова, кермек донецький та кермечник татарський. Велику цінність становить популяція півників низьких. Важливе значення має територія об'єкту для збереження популяцій весняних ефемероїдів — шафрану сітчастого та сну лучного, занесених до Червоної книги України.
Деревно-чагарникова рослинність представлена по схилах річкової долини та безпосередньо біля води. Чагарникові зарості утворюють терен, маслинка вузьколиста, свидина криваво-червона, глід кривочашечковий, жостір проносний.
Прибережно-водна рослинність представлена добре розвиненим азональним елементом: кугою озерною, частухою подорожниковою. Цікавим є факт відсутності вздовж берегів Будківки суцільної стіни очерету на наявність відкритих плес. Звичайними водними рослинами тут є рдесники хвилястий та гребінчастий.
Значна площа об'єкту та поєднання різних природних угруповань: наявність непорушеної заплави, прибережно-водної рослинності та степової рослинності на схилах річкової долини створює велику ємність для існування великого розмаїття тварин. На території балки зустрічаються комахи занесені до Червоної книги України: подалірій, махаон, бджола-тесляр фіолетова.
Велику цінність для існування фауни вказаної території відіграє водна фауна, зокрема іхтіофауна. Тут трапляються такі звичайні риби як карась, окунь, щука.
Територію об'єкту заселює 5 видів земноводних: кумка, часничниця та зелена ропуха, що охороняються Бернською конвенцією, а також два види зелених жаб, що тримаються водного дзеркала ставка та річки Будківка. Поширені вужі водяний та звичайний. З поширених на луках плазунів прудка ящірка охороняється Бернською конвенцією, а рідкісні змії — жовтобрюхий полоз та степова гадюка, що зрідка трапляються біля відслонень пісковиків — Червоною книгою України.
Водне дзеркало виконує дуже важливе значення для популяцій водоплавних птахів. Це місце гніздування багатьох видів птахів: куликів, качок, лисок і, що найцінніше — сірих гусок. Під час прольоту на території об'єкту зупиняються великі маси перелітних птахів. Серед них: велика і мала білі чаплі, черні, кулики. Охороняти мігруючих птахів Україна зобов'язалася приєднавшись до Боннської конвенції. У гніздовий період відмічено багато видів птахів, серед яких внесено до ЧКУ: лелека чорний, балабан, лежень, кулик-сорока, пугач, сорокопуд сірий.
На території лісостепових схилів трапляються дрімлюга, що охороняється Додатком 11 до Бернської конвенції. Також тут можна зустріти великих хижаків: великого яструба, канюка звичайного та зимняка (всі ці види занесені до Додатку II Бернської конвенції).
Багатою є й теріофауна об'єкту. Наявність великого водного об'єкту підтримує існування тут рідкісного червонокнижного хижака — видри.

З відео-сюжетом про створення заказника «Сосонка» можна ознайомитись у передачі «Екосвіт» від 22 жовтня 2016 р. на ВДТ (ТРК «ВІНТЕРА»).

## Галерея

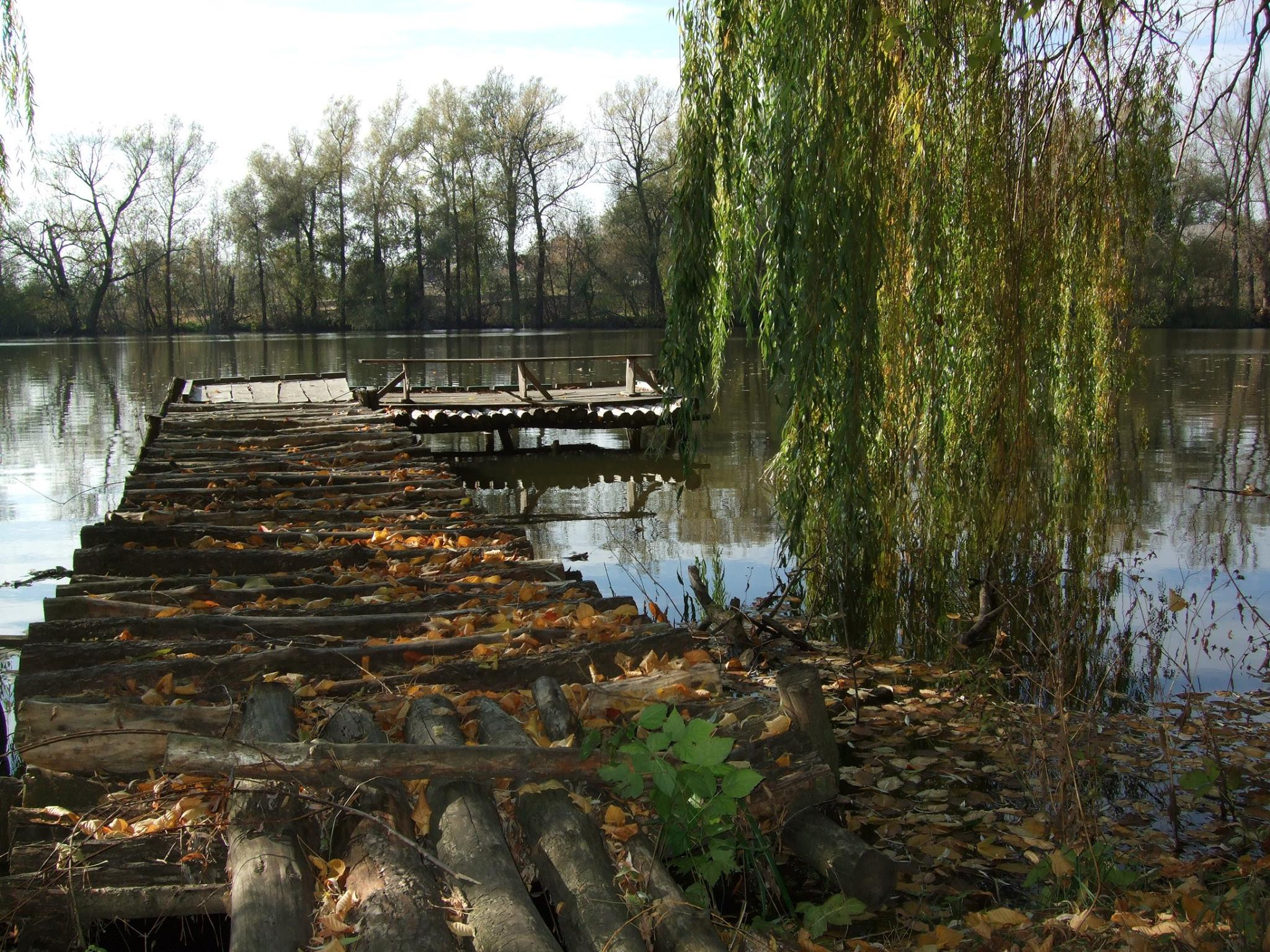
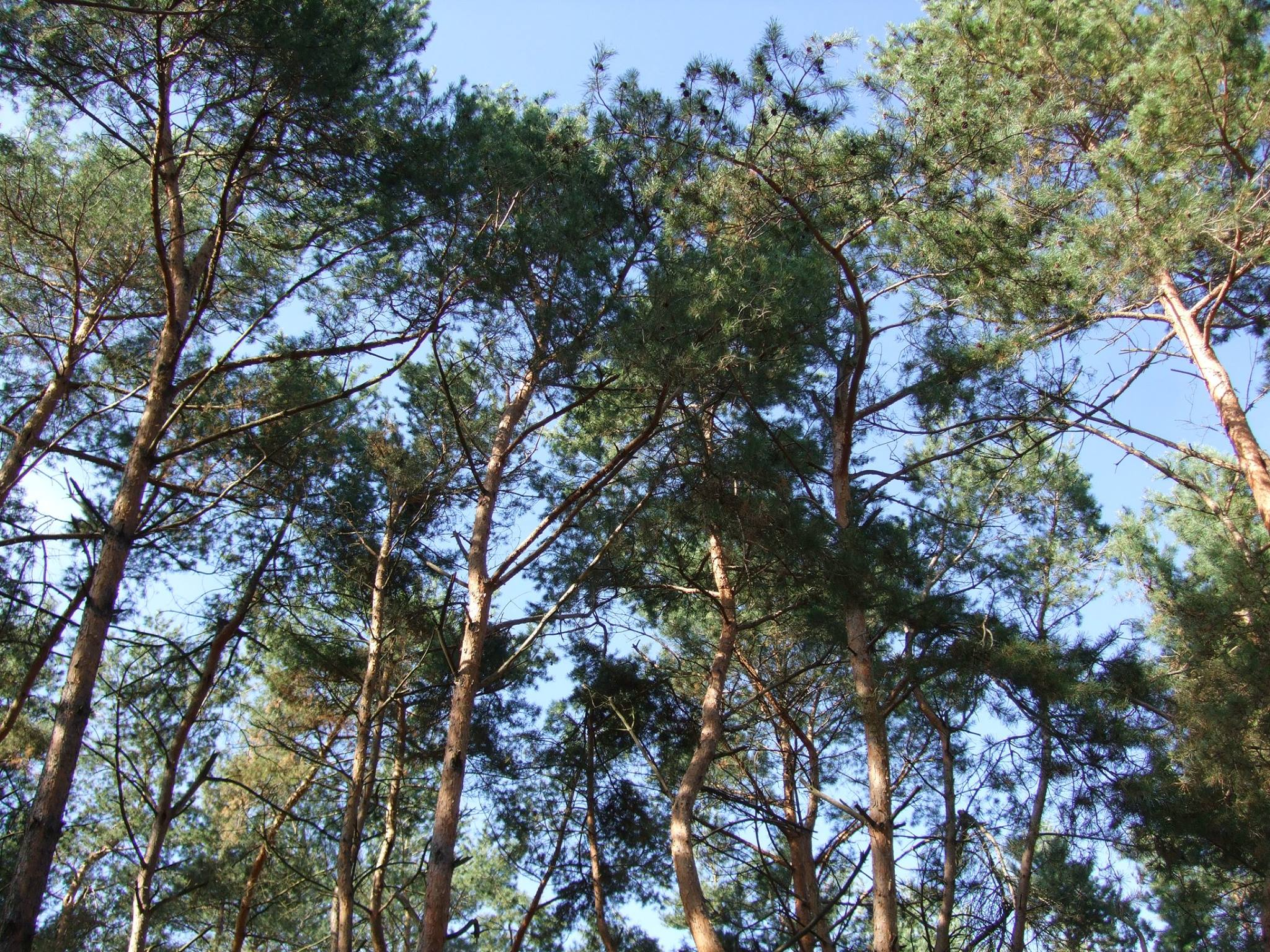
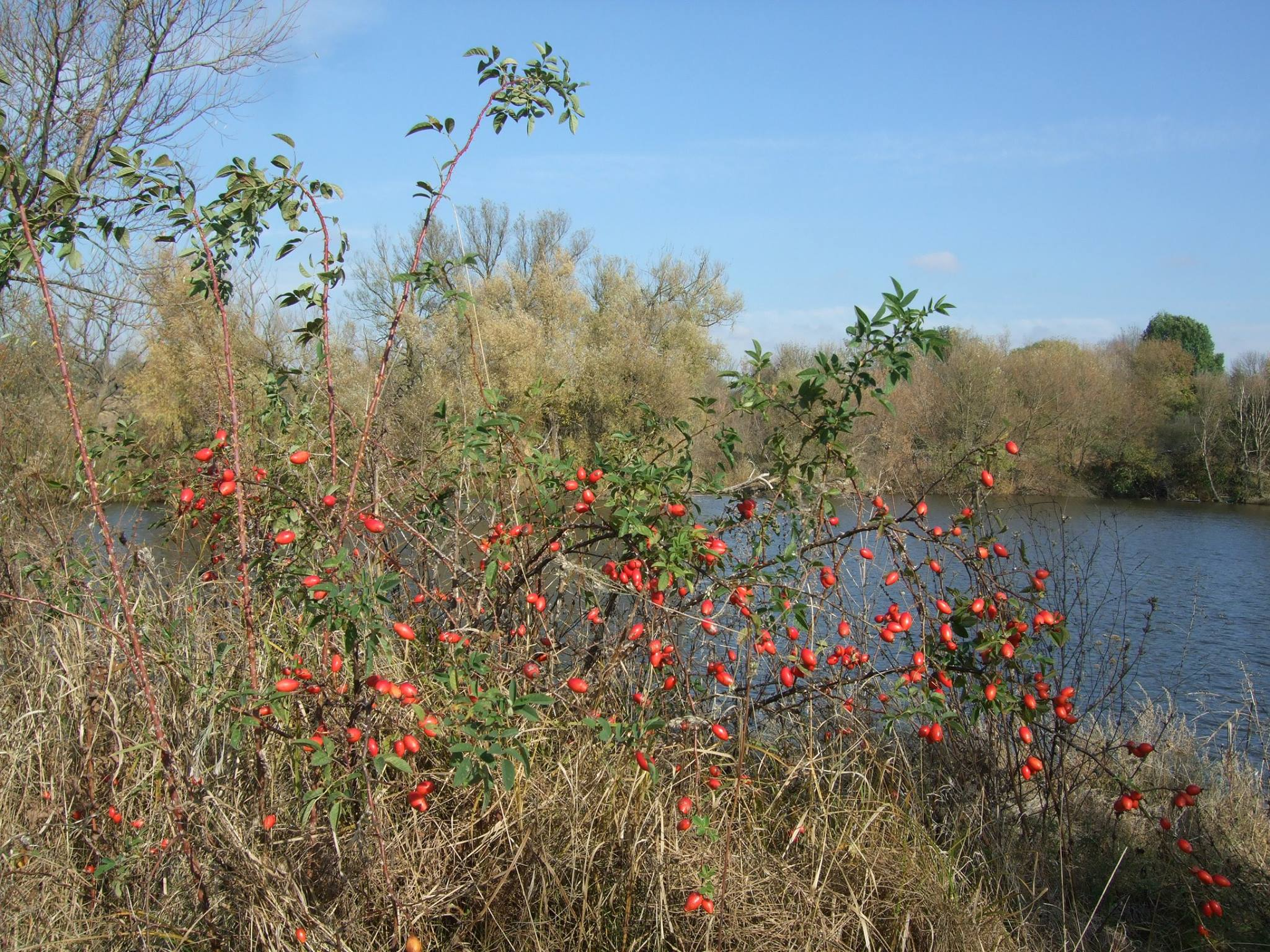
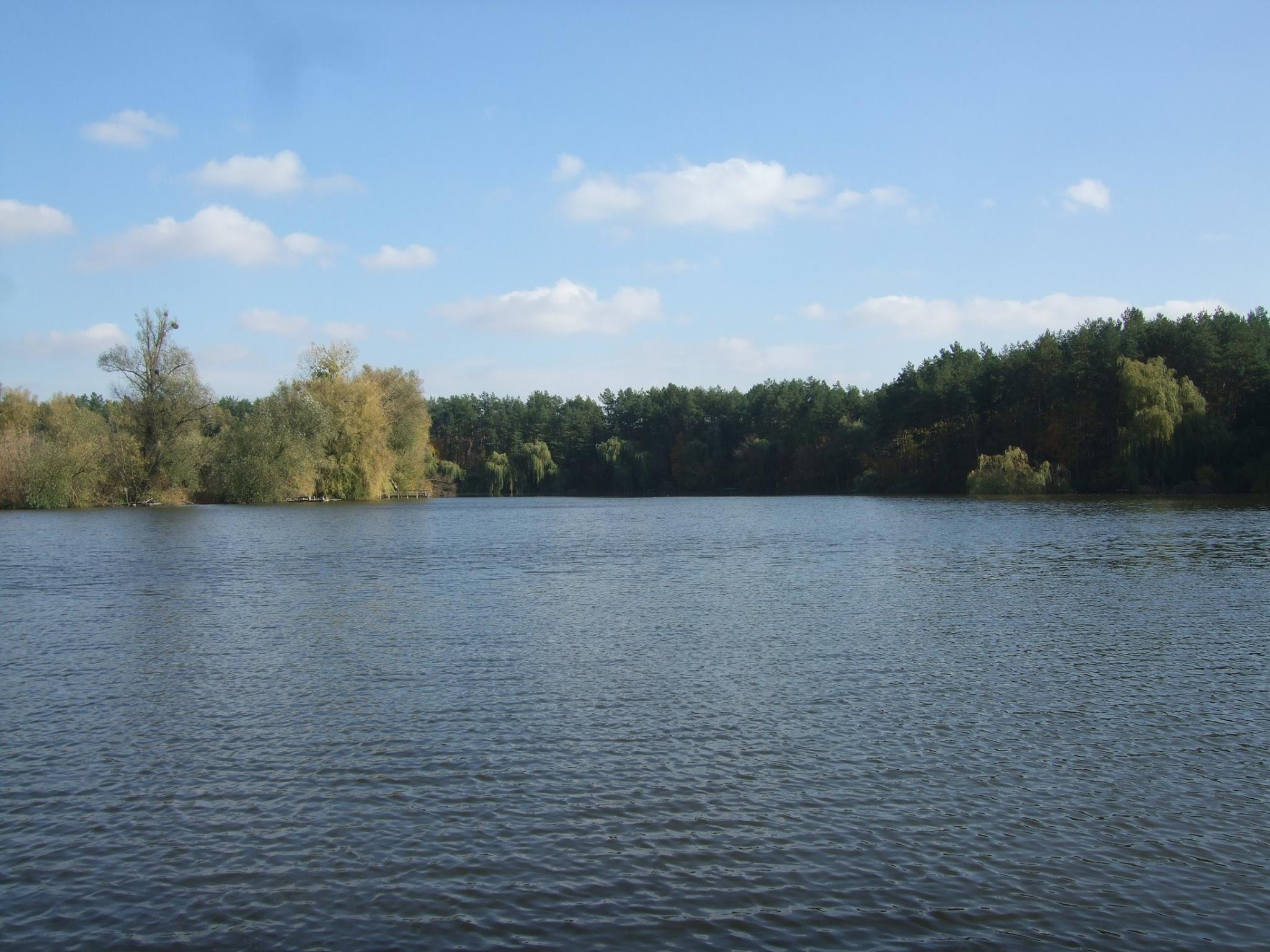